# 肉體竊賊
《肉體竊賊》（英語：The Tale of the Body Thief）是美國作家安·萊絲的系列小說「吸血鬼紀事」第四部，於1992年出版。時報文化於1999年3月1日在臺灣發行正體中文版，簡體中文版由譯林出版社發行於2007年10月1日，均由冷杉翻譯。此作續接《天譴者的女王》，繼續為讀者講述黎斯特的探險歷程，並着重描寫黎斯特在20世紀末試圖重新找回他丟失已久的人性。美國雜誌《花花公子》於1992年10月發行的月刊裡引用了這部小說的部份章節。

## 內容概述
故事始於在吸血鬼本性鉗制下的黎斯特變得懊悔又沮喪，雖然他試圖減少殺生次數，但噬血的慾望讓他無從滿足。奪走一個「無辜」之人的生命讓他越來越難以忍受，此外，他也為自己已故「女兒」克勞蒂亞之死而自責不已。

## 電影改編
2007年有謠傳說聯藝電影有意購買小說的影視版權並將其改拍為電影。幾年之後，萊絲於2012年宣佈 Imagine Entertainment 獲得小說改編權，將由李·派特森編寫劇本，艾力克斯·寇茲曼和羅柏托·奧契也會參與電影製作。但2013年4月，萊絲又說電影製作計劃已經停止，她在臉書上寫道：「關於黎斯特的電影製作已經擱淺，在多年的努力下，我們遇到許多困難，而這次的困境尤其難以克服。」萊絲的兒子克利士多福·萊斯參與了起草及改編劇本，並獲得其他參與者的讚揚。然而製片商不接受這個劇本，以至其被駁回。2014年8月，環球影業和 Imagine Entertainment 收購了全系列小說的影視版權。到2016年11月，環球沒有續約版權，因此影視版權又回到萊絲手中。她目前已經與克利士多福一起着手開發這套系列小說的電視影集。